# Pandemia de COVID-19 en Irán
El primer caso de la pandemia de COVID-19 en Irán se confirmó el 19 de febrero de 2020 en Qom. Más tarde, el Ministerio de Salud y Educación Médica declararon que ambos habían muerto.
Algunas fuentes no gubernamentales iraníes estiman que el número de infecciones por SARS-CoV-2 y muertes por COVID-19 son mucho mayores que los valores oficiales. El gobierno iraní también ha sido acusado de encubrimiento, censura y mala gestión. Sin embargo, la Organización Mundial de la Salud dice que no ha visto problemas con las cifras reportadas por Irán.
Irán actualmente es el país con más casos en Asia Occidental y está entre los que más casos tiene a nivel global. Además tiene una cantidad particularmente alta de infectados en el gobierno.
Hasta el 21 de febrero de 2022, se contabiliza la cifra de 6,961,562 casos confirmados, 135,276 fallecidos y 6,517,436 pacientes recuperados del virus.

## Funcionarios infectados
Varios altos funcionarios iraníes han sido diagnosticados con SARS-CoV-2 positivo:
- Viceministro de Salud Iraj Harirchi.
- Vicepresidenta de Asuntos de la Mujer y la Familia Masoumeh Ebtekar.
- Presidente del Parlamento Comité de Seguridad Nacional y Asuntos Exteriores Mojtaba Zolnour.
- Jefe de servicios médicos de emergencia Pirhossein Kolivand.[9]
- Primer vicepresidente Eshaq Jahangiri.
- Ministro de Patrimonio Cultural Ali Asghar Mounesan.
- Ministro de Industria Reza Rahmani.
- Miembro del Consejo de Discernimiento de Expediencia Ali Akbar Velayati.

Se informó que 23 miembros de la Parlamento iraní, alrededor del 8% de todos los parlamentarios, habían sido infectados antes del 3 de marzo de 2020. El primer embajador de Irán en el Vaticano, Hadi Khosroshahi, Miembro del Consejo de Discernimiento de Expediencia Mohammad Mirmohammadi, diplomático Hossein Sheikholeslam, ex MP s Fatemeh Rahbar y Mohammad-Reza Rahchamani. El coronavirus le quitó vida a uno de los altos comandantes del Cuerpo de los Guardianes de la Revolución Islámica, Nasser Shabani, y miembro de Asamblea de Expertos Hashem Bathaie Golpayenagi también murió.

## Respuesta del gobierno iraní a las críticas
El Presidente de Irán Hasán Rohaní defendió la respuesta de su gobierno al brote de coronavirus ante las críticas generalizadas de mala gestión y ocultamiento de los primeros casos antes que el virus se propagara y que la República Islámica ocupara el tercer lugar de muertos e infectados de la pandemia a nivel mundial.

## Cronología

### Febrero 2020
- 21 de febrero: Saaed Namaki, Ministro de Salud iraní informa telefónicamente a su par turco Dr. Fahrettin Koca la detección de 18 casos positivos mediante técnicas de laboratorio[14] y cuatro muertes habían ocurrido.[15][2][16]
- 22 de febrero: medios de prensa occidentales confirman la información de ayer, mientras un nuevo fallecimiento eleva a 6 las víctimas mortales.[17][18][19]
- 24 de febrero: según el Ministerio de Salud y Educación Médica, doce muertes por COVID-19 habían ocurrido en Irán, fuera de un total de 64 SARS-CoV-2 confirmó infecciones.[20][21]
- 25 de febrero: el ministro de Salud del Diputado de Irán, Iraj Harirchi probó positivo para COVID-19, habiendo mostrado algunas señales de infección durante la rueda de prensa.[22]

### Marzo 2020
- 3 de marzo: el número oficial de las muertes en Irán aumentaron a 77, segundo luego de Italia, a pesar de que el número de muertes se espera que sea más alto, hasta 1200 muertes debido a la censura del gobierno iraní y su mal manejo de estallido de virus.[23][24][25][26]
- 14 de marzo: según las autoridades sanitarias iraníes, se habían producido 611 muertes por COVID-19 en Irán con más de 12,500 infecciones confirmadas.[27] A la misma fecha, Irán tiene el tercer número más alto de muertes por COVID-19 después de China continental e Italia, el más alto en Asia occidental y el tercer número más alto de casos de SARS-CoV-2, solo superado por China continental e Italia.
- 16 de marzo: Irán anuncia que lleva 853 fallecidos por el coronavirus.[28]
- 17 de marzo: Irán indica que tiene 16.000 contagios y 988 decesos.[29]
- 18 de marzo: Irán anunció la muerte de 147 personas fallecidas y eleva a las personas muertas por el virus a 1.135, además fueron confirmadas 1.192 elevando a un total a 17.161 los infectados.[30] Autoridades iraníes señala que han logrado que dos pacientes de edad avanzada una de 91 años y otro de 103 años han logrado curarse y dar de alta del coronavirus.[31]
- 19 de marzo: El Ministerio de Salud de Irán informó que se han producido 149 muertes elevando la cantidad de fallecidos a un total de 1.284 y se ha confirmado 1.046 de nuevos contagiados elevado a 18.407 de infectados; además el portavoz de la cartera estatal de Salud iraní Kiamush Japhanpur indicó: "que cada 10 minutos muere una persona por coronavirus y 50 personas son infectadas".[32][33]
- 20 de marzo: Irán anunció 149 nuevos fallecidos lo que elevó a 1.433 muertos y se confirmaron 1,237 nuevas infecciones y asciende 19.644 personas infectadas.[34]

### Abril 2020
- El 14 de abril el número de muertes en un solo día en Irán por el virus disminuyó a cifras de dos dígitos por primera vez en un mes. Las autoridades manifestaron optimismo pero advirtieron de una posible "segunda ola", manteniendo la cautela ante los datos recientes.[35]

### Septiembre 2020
- El Ministerio de Salud iraní ha elevado  por encima de los 390.000 el balance provisional de pacientes positivos por la pandemia de COVID-19 lo que mantiene a Irán como el duodécimo país más afectado en todo el mundo y el que acumula más casos en Oriente Próximo. El último balance da cuenta de 2.302 nuevos contagios hasta un total de 391.112 desde el inicio de la pandemia. La cifra de fallecidos ha aumentado a 22.542 y la de recuperados ha alcanzado los 337.414.[36]

- Irán contabilizó 3.712 nuevos casos de coronavirus en 24 horas, una cifra nunca antes registrada hasta ahora, según las cifras oficiales publicadas. Irán es el país de Medio Oriente más castigado por la pandemia y registra un total de 429.193 infectados, de los que 24.656 han fallecido.[37]

- Irán se ha quedado sin camas de hospital para atender a los pacientes afectado de COVID-19 debido al drástico aumento en el número de contagios que está experimentando el país informó un importante miembro del Comité que maneja la Pandemia de Coronavirus en el país de Medio oriente. La portavoz del Ministerio de Salud, Sima Sadat Lari, ha informado que ha habido 3.582 casos y 183 muertos, lo que sitúa el total en 457.219 contagios confirmados y 26.169 fallecidos. Hasta el momento, 380.956 pacientes han superado la COVID-19 en Irán, mientras que algo más de 4.000 pacientes se encuentran en estado crítico en las Unidad de cuidados intensivos.[38]

### Octubre 2020
- El día 13 de octubre de 2020, las autoridades de salud de República Islámica de Irán supera a la cifra de 29.000 muertos al registrar 252 fallecidos.[39]
- Una tercera oleada de COVID-19 golpea con fuerza a Irán, donde la cifra real de muertos desde el inicio de la pandemia podría duplicar a la oficial, según las declaraciones del viceministro de Salud, Iraj Harirchi. El Estado iraní rompe marcas negativas cada día y ya ha superado las cifras que tenía en marzo en cuanto a número de personas contagiadas diariamente, con tres días superando los 4.800 afectados, y número de muertos, 279 en las últimas 24 horas.[40]

### Diciembre 2020
- Irán ha contabilizado, hasta el momento, 50.917 víctimas mortales a causa de la COVID-19, Coronavirus.- Irán roza los 51.000 fallecidos por COVID-19 después de otras 300 muertes en las últimas 24 horas. Las autoridades sanitarias iraníes han confirmado 11.023 nuevos contagios durante la jornada, que han elevado el cómputo global hasta los 1.062.397 infectados de COVID-19 en todo el país. Hasta ahora, las autoridades sanitarias iraníes han llevado a cabo 6.477.718 pruebas diagnósticas. De los nuevos casos, 1.710 han requerido hospitalización. Asimismo, 5.780 personas se encuentran en estado crítico, ingresados en unidades de cuidados intensivos.[41]

- Combatir el coronavirus en Irán ha sido difícil para los médicos del país y la situación está empeorando. Incluso dentro de la capital, Teherán, los médicos se han tenido que conformar con recursos y equipos limitados que quedan disponibles bajo las renovadas sanciones de EE. UU. y la campaña de máxima presión del presidente Donald Trump.[42]

## Estadísticas

### Casos por provincias
| Azerbaiyán Oriental      | 813    |
| Azerbaiyán Occidental    | 395    |
| Ardebil                  | 289    |
| Isfahán                  | 1979   |
| Elburz                   | 1177   |
| Ilam                     | 183    |
| Bushehr                  | 55     |
| Teherán                  | 5098   |
| Chahar Mahal y Bajtiarí  | 68     |
| Jorasán del Sur          | 178    |
| Jorasán Razaví           | 858    |
| Jorasán del Norte        | 165    |
| Juzestán                 | 444    |
| Zanyán                   | 395    |
| Semnán                   | 645    |
| Sistán y Baluchistán     | 134    |
| Fars                     | 505    |
| Qazvín                   | 669    |
| Qom                      | 1178   |
| Kurdistán                | 238    |
| Kermán                   | 169    |
| Kermanshah               | 175    |
| Kohkiluyeh y Buyer Ahmad | 73     |
| Golestán                 | 391    |
| Guilán                   | 1191   |
| Lorestán                 | 476    |
| Mazandarán               | 1700   |
| Markazí                  | 882    |
| Hormozgán                | 148    |
| Hamadán                  | 243    |
| Yazd                     | 725    |
| Irán                     | 21 638 |